# Heterocrossa cryodana
Heterocrossa cryodana är en fjärilsart som beskrevs av Edward Meyrick 1885b. Heterocrossa cryodana ingår i släktet Heterocrossa och familjen Carposinidae. Inga underarter finns listade i Catalogue of Life.